# Володимир-Волинська єпархія ПЦУ
Володимир-Волинська єпархія — єпархія ПЦУ на території Волинської області. Єпархіальний центр — Володимир. До 2019 року єпархія входила до УПЦ КП. Керуючий Володимир-Волинською єпархією має титул Володимирський і Нововолинський (до 2023 року — Володимир-Волинський і Турійський). Правлячим архієреєм є архієпископ Матфей (Шевчук).

## Історія
Синод УПЦ КП, що відбувся у Києві 22—23 січня 2017 року, вирішив утворити у складі Української православної церкви київського патріархату Володимир-Волинську єпархію, включивши до неї такі райони Волинської області: Володимир-Волинський, Іваничівський, Локачинський, Любомльський, Турійський, Шацький.
Статут Управління Володимир-Волинської єпархії направили на реєстрацію до відповідних державних органів. Синод призначив Матфея (Шевчука), єпископа Володимир-Волинського, єпископом Володимир-Волинським і Турійським, звільнивши його від обов'язків вікарія Волинської єпархії. Про це йдеться у Журналах № 3-4 Синоду, які оприлюднила прес-служба Київської Патріархії.